# Colonia la Perseverancia
Colonia la Perseverancia är en ort i Mexiko.   Den ligger i kommunen Emiliano Zapata och delstaten Veracruz, i den sydöstra delen av landet, 240 km öster om huvudstaden Mexico City. Colonia la Perseverancia ligger 1 224 meter över havet och antalet invånare är 801.
Terrängen runt Colonia la Perseverancia är kuperad. Runt Colonia la Perseverancia är det tätbefolkat, med 331 invånare per kvadratkilometer. Närmaste större samhälle är Xalapa, 6,4 km nordväst om Colonia la Perseverancia. I omgivningarna runt Colonia la Perseverancia växer huvudsakligen savannskog.